# Constantinești (okręg Braiła)
Constantinești – wieś w Rumunii, w okręgu Braiła, w gminie Râmnicelu. W 2011 roku liczyła 382 mieszkańców.